# Pieve della Santissima Annunziata (Pieve vecchia)
La chiesa della Santissima Annunziata si trova a Piteglio.
La 'pieve vecchia', originariamente dedicata a Santa Maria Assunta e che ha assunto l'attuale denominazione nel secolo XVII, è ricordata già nel 1040 e la tradizione popolare la annovera fra gli edifici di fondazione matildina; oggi, del tutto spoglia di arredi, è officiata sporadicamente.